# كأس ويلز 1976–77
كأس ويلز 1976–77 (بالإنجليزية: 1976–77 Welsh Cup)‏ هو موسم من كأس ويلز. فاز فيه شروزبري تاون.